# Ełszica
Ełszica (bułg. Елшица) – wieś w południowej Bułgarii, w obwodzie Pazardżik, w gminie Panagjuriszte.
http://bg.guide-bulgaria.com/SC/Pazardjik/Panagyurishte/Elshitsa